# Klub szachowy

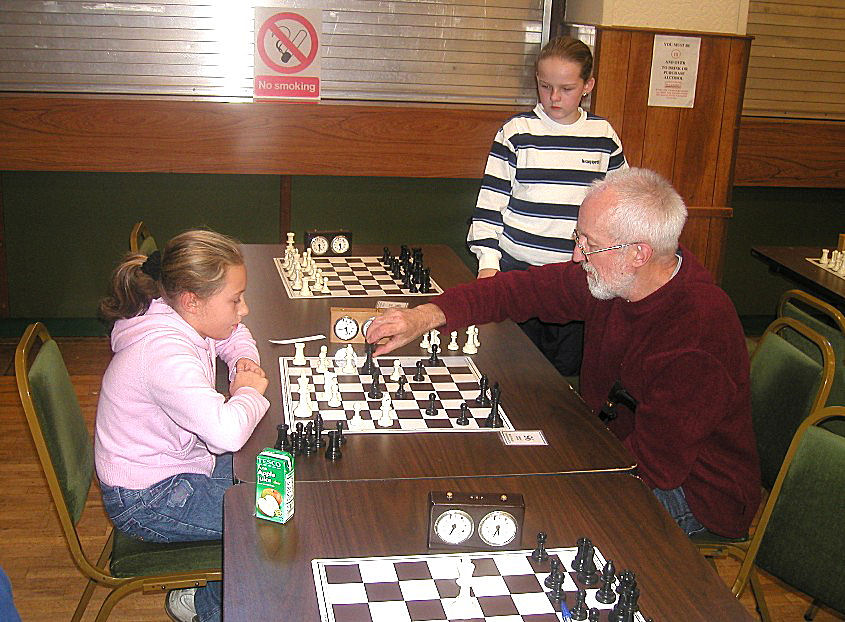
Szachiści grający w klubie szachowym

Klub szachowy – klub sportowy realizujący swoje cele w dyscyplinie szachów.
Kluby szachowe były tworzone w końcu XVIII wieku i w ciągu XIX wieku w Anglii, Francji, Niemczech, Rosji i przyczyniły się do aktywizacji ruchu szachowego. Kluby powstawały na bazie lokali kawiarnianych (np. Café de la Régence) dając początek stowarzyszeniom i zrzeszeniom szachowym.
Do najbardziej znanych i zasłużonych klubów należały londyńskie "The Divan" i "Parsloe’s Chess Club" i nowojorskie "Manhattan Chess Club" i "Marshall Chess Club".
W XX wieku główny ciężar organizacji życia szachowego wzięły na siebie organizacje szachowe. Kluby szachowe zwykle rozgrywają własne mistrzostwa klubu i uczestniczą w różnych rozgrywkach drużynowych.